# Камаево (Высокогорский район)
Камаево — село в Высокогорском районе Татарстана. Входит в состав Иске-Казанского сельского поселения.

## География
Находится в северо-западной части Татарстана на расстоянии приблизительно 22 км на восток-северо-восток по прямой от районного центра поселка Высокая Гора у железнодорожной линии Казань-Агрыз.

## История
Известно со времен Казанского ханства как Иски Казань (Иске-Казань), упоминалась позже также как Князь Камаево. С 1557 года русское селение. Село принадлежало разным помещикам, в том числе Энгельгардтам, Баратынским, Траверсе, Чемодуровым.

## Население
Постоянных жителей было: в 1782 году — 142 души мужского пола, в 1859—675, в 1897—685, в 1908—748, в 1926—523, в 1938—578, в 1949—484, в 1958—355, в 1970—220, в 1979—421, в 1989—114
, 87 в 2002 году (русские 80 %), 85 в 2010.

## Достопримечательности
Историко-этнографический музей Иске-Казань.